# Mistrzostwa Polski w Skokach Narciarskich 1968
43. Mistrzostwa Polski w Skokach Narciarskich – zawody o mistrzostwo Polski w skokach narciarskich, które odbyły się w dniach 23-25 lutego 1968 roku na skoczni Skalite w Szczyrku i Malinka w Wiśle.
W konkursie indywidualnym na skoczni normalnej zwyciężył Erwin Fiedor, srebrny medal zdobył Józef Przybyła, a brązowy – Jan Kawulok. Na dużym obiekcie najlepszy okazał się Fiedor przed Andrzejem Sztolfem i Józefem Kocyanem.

## Wyniki

### Konkurs indywidualny na normalnej skoczni (Szczyrk, 23.02.1968)
| Miejsce | Zawodnik                   | Klub                    | Skok 1 | Skok 2 | Punkty |
| ------- | -------------------------- | ----------------------- | ------ | ------ | ------ |
| 1.      | Erwin Fiedor               | ROW Rybnik              | 73,0   | 72,0   | 215,6  |
| 2.      | Józef Przybyła             | LKS Klimczok Bystra     | 77,0   | 69,5   | 213,2  |
| 3.      | Jan Kawulok                | Start Wisła             | 70,5   | 70,0   | 205,2  |
| 4.      | Stanisław Murzyniak        | WKS Zakopane            | 71,0   | 72,0   | 204,1  |
| 5.      | Tadeusz Pawlusiak          | Włókniarz Bielsko-Biała | 71,5   | 73,0   | 203,8  |
| 6.      | Andrzej Sztolf             | SNPTT Zakopane          | 70,0   | 70,0   | 202,8  |
| 7.      | Marian Ligocki             | Start Wisła             | 73,5   | 65,0   | 196,4  |
| 8.      | Stanisław Gąsienica-Daniel | Wisła-Gwardia Zakopane  | 68,0   | 69,5   | 193,3  |

W konkursie wzięło udział 55 zawodników.

### Konkurs indywidualny na dużej skoczni (Wisła, 25.02.1968)
| Miejsce | Zawodnik            | Klub                    | Skok 1 | Skok 2 | Punkty |
| ------- | ------------------- | ----------------------- | ------ | ------ | ------ |
| 1.      | Erwin Fiedor        | ROW Rybnik              | 65,5   | 87,5   | 215,6  |
| 2.      | Andrzej Sztolf      | SNPTT Zakopane          | 74,0   | 78,0   | 194,7  |
| 3.      | Józef Kocyan        | WKS Zakopane            | 70,0   | 79,0   | 188,0  |
| 4.      | Józef Przybyła      | LKS Klimczok Bystra     | 66,0   | 87,0   | 186,9  |
| 5.      | Ryszard Witke       | Śnieżka Karpacz         | 64,0   | 82,0   | 183,2  |
| 6.      | Tadeusz Pawlusiak   | Włókniarz Bielsko-Biała | 64,0   | 83,0   | 178,0  |
| 7.      | Marian Gayczak      | AZS Zakopane            | 73,5   | 65,0   | 177,5  |
| 8.      | Stanisław Murzyniak | WKS Zakopane            | 64,0   | 84,5   | 176,7  |

W konkursie wzięło udział 42 zawodników.